# Marisa Román
María Isabel Román Biachetti (Caracas, 30 de enero de 1982), conocida artísticamente como Marisa Román, es una actriz venezolana. La mayoría de sus trabajos han sido en la cadena Venevisión en novelas del escritor Leonardo Padrón. Es recordada por haber dado vida a los personajes de María Suspiro y Verónica Luján  en la telenovela Cosita Rica.

## Biografía
Marisa desde pequeña tuvo inclinaciones artísticas, tanto así que se inició en el mundo de la actuación a los 9 años haciendo teatro infantil. A los 15 comenzó a trabajar en la televisión y ya tiene en su haber más de una década laborando para el público a través de las tablas, el cine y la pequeña pantalla. Esta joven actriz que se considera apasionada, leal y perfeccionista, afirma que “esté donde esté, quiero estar actuando” e igualmente dice querer tener hijos para inculcarles los valores que le enseñaron sus padres.
Román durante su trayectoria ha compartido escenas con distintas personalidades, recordando que su primera intervención en pantalla fue gracias a Laura Visconti Producciones, que la integró en dos series juveniles que llevaron por nombre Así es la vida y La Calle de los Sueños, mientras que al mismo tiempo tuvo una importante intervención en la telenovela Muñeca de trapo.  
Para el 2001, entra en RCTV para encarnar a Marianita en Viva la Pepa y luego pasa a formar parte del elenco de A calzón quita'o, original de Carlos Pérez. 
Seguidamente, en el 2002 el Canal de Quinta Crespo estrena Trapos Íntimos, donde Marisa interpreta a María Soledad, obteniendo con este personaje su primer protagónico juvenil, y las miradas necesarias que le otorgarían el su entrada a Venevisión en 2003 con el papel de las recordadas morochas, María Suspiro y Verónica, en el exitoso dramático Cosita Rica, donde vale acotar que Román buscó asesoría de un psiquiatra que la hiciera entender a estas dos jóvenes, sin crearles un conflicto de identidad.
La protagonización llega en el 2006, cuando bajo un libreto del escritor Leonardo Padrón aterriza a la vida de Marisa una historia ambientada en un mercado popular y donde su personaje, Bendita, junto a su pareja Juan Lobo, interpretado por Roque Valero, cautivan la audiencia venezolana logrando altos índices de índice de audiencia.
Consecutivamente, la fanática de Gustavo Cerati se volvió la coprotagonista de la telenovela La Vida Entera en 2008, para luego llevar por nombre Lucía Reverón en la telenovela La mujer perfecta en 2010, allí estaría inmiscuida en un triángulo amoroso conformado por Eduardo Serrano y Beatriz Valdés.  
Hasta el momento su última actuación ha sido en la telenovela de Venevisión de 2013, De todas maneras Rosa, en la cual es la imagen protagónica junto a Ricardo Álamo.
También ha participado en decena de películas, algunas de ellas son: Memorias de un Soldado, La Hora Cero, El Manzano Azul, Elipsis, entre otras. Mientras que con el Grupo Actoral 80 ha hecho montajes teatrales significativos.
Actualmente[¿cuándo?] vive en  Ciudad de México, México.

## Estudios
- Técnica de Susan Batson en The Susan Batson Studio. New York (2014 - 2015)
- Taller sobre Shakespeare con Roger Hendricks Simon en The Simon Studio. New York (2015)
- Taller de voz en off con Jean Marc Berné, Actors Conection. New York (2015)
- Taller de actuación en The New Collective. Los Angeles (2011)
- Lecciones de voz y canto con Yamile Lanchas. Bogotá (2010)
- Talleres varios con Lisa Formosa, miembro del Actor’s Studio. Caracas (2007 – 2009)

## Filmografía
| Año       | Telenovela               | Rol                                    | Canal      |
| --------- | ------------------------ | -------------------------------------- | ---------- |
| 1998      | Así es la vida           | Marisol                                | Venevision |
| 1999      | La calle de los sueños   | Amanda                                 | Venevision |
| 2000      | Muñeca de trapo          | Soledad                                | Venevision |
| 2000      | Viva la Pepa             | Mariana López                          | RCTV       |
| 2001-2002 | A calzón quita'o         | Juliana                                | RCTV       |
| 2002      | Trapos íntimos           | María Soledad "Marisol" Lobo Santacruz | RCTV       |
| 2003      | Cosita rica              | Verónica Luján / María Suspiro Vargas  | Venevision |
| 2005      | El amor las vuelve locas | Vanessa Montilla                       | Venevision |
| 2006      | Ciudad Bendita           | Bendita Sánchez                        | Venevision |
| 2008      | La vida entera           | Carlota "Tata" Duque                   | Venevision |
| 2010-2011 | La mujer perfecta        | Lucía Reverón Pacheco                  | Venevision |
| 2013      | De todas maneras Rosa    | Rosa María Bermúdez                    | Venevision |

### Películas
- El manzano azul (2010) - Director: Olegario Barrera
- Memorias de un soldado (2010) - Director: Caupolicán Ovalles
- Bloodbath Test (2009) - Director: Carla y Vicente Forte
- La Hora Cero (2009) - Director: Diego Velasco
- Samuel (2008) - Director: César Lucena
- Bala perdida (2007, cortometraje) - Director: Belén Orsini
- Cuidado con lo que sueñas (2007) - Director: Geyka Urdaneta
- Lo que tiene el otro (2006) - Director: Miguel Perelló
- Día naranja (2006) - Director: Alejandra Szeplaki
- Elipsis (2006) - Director: Eduardo Arias Nath - Producida por: 20th Century Fox
- Ni tan largos… ni tan cortos (2006) - Director: Héctor Palma
- Sed en los pies (2005, cortometraje) - Director: Tuki Jenckel

## Premios
- Festival Nacional de Cine de Mérida 2010, Mejor Actriz de Reparto por La Hora Cero
- Festival Nacional de Cine de Mérida 2007, Mejor Actriz por Ni tan largos… ni tan cortos
- Cacique de Oro Internacional 2007, Actriz Protagónica Impacto del Año
- Gran Águila de Venezuela 2007, Protagonista del Año
- Cacique de Oro Internacional 2004,  Actriz de Reparto Impacto del Año
- Pantalla de Oro 2001, Actriz de Reparto
- Dos de Oro 2001, Actriz Revelación del Año